# غراهام هورن
غراهام هورن (بالإنجليزية: Graham Horn)‏ (23 أغسطس 1954 في المملكة المتحدة - 29 يونيو 2012 في المملكة المتحدة) هو لاعب كرة قدم بريطاني في مركز حراسة المرمى. لعب مع تشارلتون أثلتيك ونادي أرسنال ونادي برينتفورد ونادي بورتسموث ونادي توركي يونايتد ونادي ساوثيند يونايتد ونادي لوتون تاون ولوس أنجلوس أزتكس ونادي كيترينغ تاون ونادي ألدرشوت وBarnstaple Town F.C. ‏.

## وصلات خارجية
- غراهام هورن على موقع قاعدة بيانات كرة القدم.إي يو (الإنجليزية)